# Áed mac Ruaidri Ua Conchobair
Áed mac Ruaidri Ua Conchobair (mort en 1233) roi de Connacht co-roi avec son frère 1228-1230
restauré en 1231 jusqu'à sa mort.

## Origines
Áed mac Ruaidrí  est le  5e fils de l'Ard ri Erenn Ruaidri Ua Conchobair et le frère cadet de Toirrdelbach mac Ruaidri

## Article lié
- Toirrdelbach mac Ruaidri

## Source
- (en) Goddard Henry Orpen (Introduction de Seán Duffy), Ireland under the Normands 1169-1333, vol. III, Dublin, Four Courts Press (réédition), 2005, 633 p. (ISBN 9781846828188), p. 361-376 The Conquest of Connaught 1224-37